# Гарате, Гоцон
Гоцон Гарате Гойярцун (баск. Gotzon Garate Goihartzun; 1 сентября 1934, Эльгойбар, Гипускоа — 8 октября 2008, Бильбао, Бискайя) — баскский писатель и лингвист (Испания), собиратель баскских диалектов, иезуит-теолог. Внёс значительный вклад в баскскую филологию, последовательно очищая язык от кастильских заимствований. Был полиглотом, владел большинством романских языков, английским, немецким, хинди и рядом других, при этом нередко путешествовал в страну, где данный язык был распространён, с целью его изучения.